# Hautes Œuvres
Hautes Œuvres est un roman de Pierre Molaine publié en 1946 aux éditions Corrêa.
Le manuscrit original de Hautes Œuvres se trouve dans le Fonds Pierre Molaine à la bibliothèque municipale de Lyon.

## Résumé
Le récit se présente comme l'histoire d'un homme, médecin difforme (bossu de naissance), cynique et  révolté, qui ne trouvera à s'accomplir que dans les hautes œuvres de la haine et de la vengeance. Enfermé dans une mégalomanie délirante, seulement soucieux d'asservir à ses volontés diaboliques les hommes qu'il méprise et exècre, il porte avec lui et répand sur les autres le mal et la mort. Médecin dans un hôpital psychiatrique à l'ouverture du récit, il deviendra « chef des services médicaux des Ateliers de Construction et de Réparation de l'État ». Là, après s'y être installé, il va soumettre à ses caprices malfaisants la famille de l'un de ses collègues. En expert et avec application, il conduira même celui-ci jusqu'à la perte progressive de la raison. Devenu à la fin pharmacien, après être passé par  des périodes de mysticisme halluciné et de délire satanique, il ne rêve plus que d'inscrire dans des mots l'histoire d'une dérive qui a conduit jusqu'aux limites des convulsions son esprit possédé.